# Férfi csapat kardvívás az 1906. évi nyári olimpiai játékokon
Az Athénban megrendezett 1906. évi nyári olimpiai játékokon a férfi csapat kardvívás egyike volt a 8 vívószámnak. 4 nemzet indult a versenyen.

## Eredmények

### Első kör
| Csoportkör | |
| 1          | Németország (GER) · Gustav Casmir · Jakob Erckrath de Bary · August Petri · Emil Schön                          |
| 2          | Görögország (GRE) · Joánisz Jeorjádisz · Triandáfilosz Kordojánisz · Menélaosz Szakoráfosz · Hrísztosz Zormbász |
| Bronz      | Hollandia (NED) · James Melvill van Carnbée · Johannes Osten · George van Rossem · Maurits van Löben Sels       |
| 4          | Magyarország (HUN) · Apáthy Jenő · Mészáros Lóránt · Nagy Béla · Tóth Péter                                     |

### Döntő
| Döntő | |
| Arany | Németország (GER) · Gustav Casmir · Jakob Erckrath de Bary · August Petri · Emil Schön                          |
| Ezüst | Görögország (GRE) · Joánisz Jeorjádisz · Triandáfilosz Kordojánisz · Menélaosz Szakoráfosz · Hrísztosz Zormbász |